# آدام روود
آدام روود (انگلیسی: Adam Ruud؛ زادهٔ ۱۶ اوت ۱۹۸۳) بازیکن فوتبال اهل ایالات متحده آمریکا است.
از باشگاه‌هایی که در آن بازی کرده‌است می‌توان به شیکاگو فایر اشاره کرد.